# 髙橋里恩
髙橋 里恩（たかはし りおん、1997年〈平成9年〉7月5日 - ）は、日本の俳優。東京都出身。

## 出演

### テレビドラマ
- 月曜名作劇場「税務調査官・窓際太郎の事件簿31」（2016年12月12日、TBS）
- レンタルの恋 第3話（2017年2月2日、TBS）
- CRISIS 公安機動捜査隊特捜班 第7話（2017年5月23日、関西テレビ・フジテレビ） - 平成維新軍メンバー 役
- セトウツミ（2017年10月28日・11月10日・17日・12月8日・15日、テレビ東京） - 蒲生 役
- モブサイコ100 第3話・第5話・第9話（2018年2月1日・15日・3月15日、テレビ東京）
- チア☆ダン（2018年7月13日 - 9月14日、TBS） - 上杉昇 役
- 棟居刑事の黒い絆（2019年2月17日、テレビ朝日）
- 悪党〜加害者追跡調査〜（2019年5月12日 - 6月6日、WOWOW）
- 捜査会議はリビングで おかわり! 第3話（2020年2月16日、NHK BSプレミアム）
- 絶メシロード 第5話（2020年2月21日、テレビ東京） - カップルの男性 役
- 56年目の失恋（2020年7月11日、NHK BSプレミアム） - 黒田信義（過去）役
- キワドい2人-K2-池袋署刑事課 神崎・黒木 第3話（2020年9月25日、TBS） - 坂田大輔 役
- さくらの親子丼 第3シリーズ 第3話（2020年10月31日、東海テレビ・フジテレビ）
- 姉ちゃんの恋人 第8話（2020年12月15日、関西テレビ・フジテレビ）
- ジモトに帰れないワケあり男子の14の事情 第11話（2021年6月5日、朝日放送テレビ）
- 24時間テレビ 愛は地球を救う44 ドラマスペシャル「生徒が人生をやり直せる学校」（2021年8月21日、日本テレビ）
- オリバーな犬、 (Gosh!!) このヤロウ（2021年9月17日、NHK BSプレミアム） - 長秀 役[2][3]
- 未来への10カウント 第1話（2022年4月14日、テレビ朝日） - リュウイチ 役
- 全力!クリーナーズ（2022年5月9日 - 23日・6月6日・13日、朝日放送テレビ） - 修二 役
- ワンナイト・モーニング 第2話（2022年8月12日、WOWOW）
- 壁サー同人作家の猫屋敷くんは承認欲求をこじらせている（2022年10月3日 - 11月21日、朝日放送テレビ） - 小宮正志 役
- 女神の教室〜リーガル青春白書〜 第3話（2023年1月23日、フジテレビ） - 被告 役[4]
- 日曜の夜ぐらいは… 第1話（2023年4月30日、朝日放送テレビ・テレビ朝日） - 健吾 役
- 家政夫のミタゾノ 第6シリーズ 第3話（2023年10月24日、テレビ朝日） - ヨシキ 役[5]
- コタツがない家 第2話（2023年10月25日、日本テレビ） - 三原 役
- 万博の太陽（2024年3月24日〈予定〉、テレビ朝日）
- 土ドラ10 潜入兄妹 特殊詐欺特命捜査官 第1話（2024年10月5日、日本テレビ系） - 松浦健吾 役[6]

### 映画
- 東京リベンジャーズ（2021年7月9日、ワーナー・ブラザース映画） - 鈴木マコト 役
  - 東京リベンジャーズ2 血のハロウィン編 -運命-（2023年4月21日）
- 賭ケグルイ 絶体絶命ロシアンルーレット（2021年10月29日、ギャガ） - 葱韮モヤシ 役
- 恋い焦れ歌え（2022年5月27日、制作委員会） - 翔太 役
- ファミリア（2023年1月6日、キノフィルムズ）
- 誰が為に花は咲く（2024年1月26日、Memento Film Club）[7]
- 陰陽師0（2024年4月19日、ワーナー・ブラザース映画）
- 若武者（2024年5月25日、コギトワークス） - 主演・英治 役（坂東龍汰と清水尚弥とのトリプル主演）[8]
- WIND BREAKER / ウィンドブレイカー（2025年12月5日公開予定、ワーナー・ブラザース映画）[9]

### 舞台
- 岩松了プロデュースvol.3 三人姉妹はホントにモスクワに行きたがっているのか?（2018年1月26日 - 2月4日、下北沢駅前劇場）[10][11]
- TAAC「世界が消えないように」（2021年4月7日 - 13日、下北沢駅前劇場）[12]
  - 再演（2023年4月7日 - 16日、小劇場B1）[13]
- ヒラタオフィス+TAAC「not only you but also me」（2024年10月18日 - 27日、劇場MOMO）[14]